# Estigmene ramifera
Estigmene ramifera är en fjärilsart som beskrevs av Jean Baptiste Boisduval. Estigmene ramifera ingår i släktet Estigmene och familjen björnspinnare. Inga underarter finns listade i Catalogue of Life.